# Saint-Jean-d’Assé
Saint-Jean-d’Assé település Franciaországban, Sarthe megyében. Lakosainak száma 1810 fő (2022. január 1.). Saint-Jean-d’Assé Saint-Marceau, Sainte-Sabine-sur-Longève, Teillé, Le Tronchet, La Bazoge, Mézières-sous-Lavardin, Montbizot és Sainte-Jamme-sur-Sarthe községekkel határos.

## Népesség
A település népessége az elmúlt években az alábbi módon változott:
| Lakosok száma | 1646 | 1719 | 1753 | 1759 | 1773 | 1811 | 1842 | 1830 | 1810 |
|               | 2013 | 2015 | 2016 | 2017 | 2018 | 2019 | 2020 | 2021 | 2022 |